# Philadelphia International Records
Philadelphia International Records je americké hudební nakladatelství, specializující se na soulovou hudbu. Firma byla založena v roce 1971 Kennethem Gamblem a Leonem Huffem. Společnost v současnosti vlastní firma Atlantic Records, nahrávky distribuuje EMI. Kdysi, v roce 1984, nahrávky distribuovala firma CBS Records.